# Cutlass (chitarra)
La Cutlass è una chitarra elettrica prodotta dalla Music Man dal 1978 al 1982 e poi di nuovo dal 2016.

## Caratteristiche
Originariamente fu tra gli ultimi strumenti disegnati e progettati da Leo Fender per la Music Man prima della rottura definitiva dei rapporti. Ispirata alla Fender Stratocaster, di cui riproponeva sostanzialmente la configurazione hardware, con tre pick-up single coil, si caratterizzava anch'essa per il preamplificatore attivo. All'epoca non ebbe molto successo a causa della forma e della paletta, che tendevano a somigliare molto a quelle delle Fender. Dopo la rottura con Leo Fender ne fu prodotta per breve tempo anche una versione con il manico in grafite, realizzato dalla Modulus Guitars, prima che la produzione cessasse.
Nel 2016 la Ernie Ball Music Man l'ha quindi riproposta in una versione sostanzialmente invariata esteticamente, a parte la paletta con le chiavette 4+2, e con la stessa configurazione a tre single coil (SSS) con selettore dei pick-up a cinque vie e controllo attivo di tono e volume. È stato inoltre aggiunto il tremolo. Il corpo pieno è in ontano, il manico, fissato con sistema bolt-on a cinque viti, è in acero, mentre la tastiera a 22 tasti è sia in acero, che in palissandro. Dal 2018 viene prodotta anche con configurazione a un humbucker con magneti in ceramica al ponte e due single coil (HSS).